# Bernabé Soriano de la Torre
Bernabé Soriano de la Torre (Jaén, 1842 - Madrid, 1909) fue un médico y filántropo jiennense, muy querido en su ciudad durante finales del siglo XIX, y varias veces homenajeado durante el XX. A veces conocido como el "padre de los pobres". Estudió bachillerato en el Instituto de Jaén (actual Virgen del Carmen), y la licenciatura de Medicina en la Universidad de Granada. Fue gobernador de la Santa Capilla de San Andrés. 
Fue homenajeado el 15 de agosto de 1915 con un monumento, costeado por suscripción pública y que le representa en la madurez de su vida, sentado, reposando un brazo y con el sombrero en la mano. Inicialmente estuvo en el centro de la Plaza del Mercado, posteriormente se trasladó a la Plaza de las Palmeras (actual plaza de la Constitución). Con la reforma de dicha plaza, la estatua fue trasladada a La Alameda. Recientemente fue devuelta a la Plaza de la Constitución, antes de la calle que lleva su nombre, también conocida como La Carrera. La obra es del escultor Jacinto Higueras, y está fundida en bronce con un pedestal de piedra.